# Lucas Raymond
Lucas Axel Louis Raymond (* 28. März 2002 in Göteborg) ist ein schwedischer Eishockeyspieler, der seit April 2021 bei den Detroit Red Wings in der National Hockey League (NHL) unter Vertrag steht. Der linke Flügelstürmer gehörte zu den am höchsten eingeschätzten Spielern für den NHL Entry Draft 2020, in dem ihn die Red Wings an vierter Position auswählten.

## Karriere
Raymond erlernte das Eishockeyspielen im Nachwuchs des Frölunda HC aus seiner Geburtsstadt Göteborg und durchlief dort sämtliche Nachwuchsklassen hin bis zu den J20-Junioren. Mit dem Team spielte er in der J20 SuperElit.
Zum Beginn der Saison 2018/19 gab Raymond sein Debüt für die Profimannschaft des Frölunda HC in der Svenska Hockeyligan (SHL). Später in der Saison, am 28. Dezember 2018, erzielte er gegen Skellefteå AIK sein erstes Tor im Alter von 16 Jahren. Beim CHL Import Draft 2019 wurde er in der zeiten Runde von den Mississauga Steelheads als insgesamt 92. Spieler gezogen, blieb aber weiterhin in Frölunda. Im NHL Entry Draft 2020 wählten ihn die Detroit Red Wings an vierter Position aus.
Im April 2021 unterzeichnete Raymond einen Einstiegsvertrag bei den Red Wings und erspielte sich im Rahmen der Vorbereitung auf die Saison 2021/22 einen Platz in deren Aufgebot, sodass er im Oktober 2021 in der National Hockey League (NHL) debütierte. Nachdem er im November 2021 als NHL-Rookie des Monats geehrt wurde, beendete er seine Debütsaison mit 57 Punkten aus 82 Partien, womit er sich auf dem dritten Rang der Rookie-Scorerliste der Liga platzierte. Demzufolge berücksichtigte man ihm am Ende der Spielzeit im NHL All-Rookie Team.
In der Saison 2023/24 steigerte er seine persönliche Statistik noch einmal deutlich auf 72 Punkte aus 82 Partien, womit er Topscorer seines Teams wurde. Anschließend unterzeichnete der Schwede im September 2024 einen neuen Achtjahresvertrag in Detroit, der ihm ein durchschnittliches Jahresgehalt von ca. acht Millionen US-Dollar einbringen soll.

### International
Mit den schwedischen Nachwuchsnationalmannschaften nahm Raymond am Hlinka Gretzky Cup 2018, der World U-17 Hockey Challenge 2018, der U18-Junioren-Weltmeisterschaft 2019 sowie den U20-Junioren-Weltmeisterschaften 2020 und 2021 teil. Dabei gewann er bei der U18-Junioren-Weltmeisterschaft 2019 die Goldmedaille und bei der U20-Junioren-Weltmeisterschaft 2020 die Bronzemedaille.
Bei der Weltmeisterschaft 2023 kam er zu seinem ersten Turniereinsatz für die schwedische Herren-Auswahl und belegte mit der Tre Kronor den sechsten Platz. Ein Jahr später sicherte er sich mit dem Team bei der Weltmeisterschaft 2024 die Bronzemedaille. Diesen Erfolg wiederholte er im Jahr 2025.

## Erfolge und Auszeichnungen
| - 2017 Schwedischer U16-Vizemeister mit dem Frölunda HC - 2017 Schwedischer U18-Vizemeister mit dem Frölunda HC - 2018 Schwedischer U16-Vizemeister mit dem Frölunda HC - 2019 Champions-Hockey-League-Gewinn mit dem Frölunda HC - 2019 Schwedischer U18-Meister mit dem Frölunda HC | - 2019 Wertvollster Spieler der J18-Allsvenskan-Playoffs - 2019 Bester Stürmer der J20 SuperElit - 2020 Champions-Hockey-League-Gewinn mit dem Frölunda HC - 2021 NHL-Rookie des Monats November - 2022 NHL All-Rookie Team |

### International
| - 2018 Silbermedaille beim Hlinka Gretzky Cup - 2018 Bronzemedaille bei der World U-17 Hockey Challenge - 2018 All-Star-Team der World U-17 Hockey Challenge - 2019 Goldmedaille bei der U18-Junioren-Weltmeisterschaft | - 2020 Bronzemedaille bei der U20-Junioren-Weltmeisterschaft - 2024 Bronzemedaille bei der Weltmeisterschaft - 2025 Bronzemedaille bei der Weltmeisterschaft |

## Karrierestatistik
Stand: Ende der Saison 2024/25

### International
Vertrat Schweden bei:
| - Hlinka Gretzky Cup 2018 - World U-17 Hockey Challenge 2018 - U18-Junioren-Weltmeisterschaft 2019 - U20-Junioren-Weltmeisterschaft 2020 - U20-Junioren-Weltmeisterschaft 2021 | - Weltmeisterschaft 2023 - Weltmeisterschaft 2024 - 4 Nations Face-Off 2025 - Weltmeisterschaft 2025 |

(Legende zur Spielerstatistik: Sp oder GP = absolvierte Spiele; T oder G = erzielte Tore; V oder A = erzielte Assists; Pkt oder Pts = erzielte Scorerpunkte; SM oder PIM = erhaltene Strafminuten; +/− = Plus/Minus-Bilanz; PP = erzielte Überzahltore; SH = erzielte Unterzahltore; GW = erzielte Siegtore; 1 Play-downs/Relegation; Kursiv: Statistik nicht vollständig)